# Liste der Baudenkmale in Te Aroha
Die Liste der Baudenkmale in Te Aroha umfasst alle vom New Zealand Historic Places Trust (NZHPT) als „Historic Place“ oder „Historic Area“ eingestuften Baudenkmale und Flächendenkmale der neuseeländischen Ortschaft Te Aroha. Die Angaben stammen aus dem Register des NZHPT. Die Bezeichnungen der Baudenkmale orientieren sich an diesem Register. In die Liste werden auch bekannte Wahi Tapu (Area), kulturell und religiös bedeutsame Stätten und Gebiete der Māori, aufgenommen. Sie werden jedoch meist nicht publiziert.

| Bild           | Bezeichnung                                          | Ort      | Anschrift                                               | Beschreibung                                                                             | Bauzeit                  | Eintrag           | Nummer | Kat. |
| -------------- | ---------------------------------------------------- | -------- | ------------------------------------------------------- | ---------------------------------------------------------------------------------------- | ------------------------ | ----------------- | ------ | ---- |
| weitere Bilder | Grand Tavern                                         | Te Aroha | 81-83 Whitaker Street Karte                             | Hotel                                                                                    | 1880–1881                | 28. Juni 1990     | 0762   | 1    |
| BW             | Tea House                                            | Te Aroha | Whitaker Street, Te Aroha Hot Springs Domain Karte      | Teehaus                                                                                  | 1908                     | 11. Dezember 2003 | 00760  | 2    |
| weitere Bilder | Cadman Bath House (Former)                           | Te Aroha | Whitaker Street, Te Aroha Hot Springs Domain Karte      | Badehaus des ehemaligen Kurbades                                                         | 1897 (ab)                | 11. Dezember 2003 | 0761   | 2    |
| BW             | No 7 Bath House                                      | Te Aroha | Whitaker Street, Te Aroha Hot Springs Domain Karte      | kleines Badehaus des ehemaligen Kurbades                                                 | 1886                     | 11. Dezember 2003 | 0763   | 2    |
| weitere Bilder | Domain Office (Former)                               | Te Aroha | 102B Whitaker Street, Te Aroha Hot Springs Domain Karte | Ehemaliges Verwaltungsgebäude der Te Aroha Domain                                        | 1894                     | 11. Dezember 2003 | 0765   | 2    |
| BW             | Band Rotunda                                         | Te Aroha | Whitaker Street, Te Aroha Hot Springs Domain Karte      | Musikpavillon                                                                            | 1897–1898                | 11. Dezember 2003 | 0766   | 2    |
| BW             | Gazebo over No 15 Spring                             | Te Aroha | Whitaker Street, Te Aroha Hot Springs Domain Karte      | Pavillon über einer Mineralquelle                                                        | 1940er                   | 11. Dezember 2003 | 2697   | 2    |
| BW             | No 2 Bath House                                      | Te Aroha | Whitaker Street, Te Aroha Hot Springs Domain Karte      | kleines Badehaus des ehemaligen Kurbades                                                 | 1883 (?), Ergänzung 1902 | 11. Dezember 2003 | 2698   | 2    |
| weitere Bilder | Post Office (Former)                                 | Te Aroha | 111 Whitaker Street Karte                               | Postamt, ehemaliges                                                                      | n.a.                     | 5. September 1985 | 4284   | 2    |
| BW             | Te Aroha Arts Centre (Former Courthouse)             | Te Aroha | 49 Rewi Street Karte                                    | Gerichtsgebäude, ehemaliges                                                              | n.a.                     | 5. September 1985 | 4285   | 2    |
| weitere Bilder | Te Aroha Borough Council Chambers                    | Te Aroha | 43 Rewi Street Karte                                    | Verwaltung des Te Aroha Borough                                                          | n.a.                     | 5. September 1985 | 4286   | 2    |
| weitere Bilder | St Joseph’s Church (Catholic)                        | Te Aroha | Burgess Street und Centennial Avenue Karte              | Kirche, katholische                                                                      | n.a.                     | 5. September 1985 | 4287   | 2    |
| BW             | St David’s Union Church (Presbyterian and Methodist) | Te Aroha | 8 Church Street Karte                                   | Kirche, presbyterianische und methodistische                                             | n.a.                     | 5. September 1985 | 4288   | 2    |
| BW             | World War One Memorial                               | Te Aroha | Kenrick Street/Church Street Karte                      | Denkmal für den Ersten Weltkrieg                                                         | n.a.                     | 5. September 1985 | 4289   | 2    |
| BW             | St Mark’s Church (Anglican)                          | Te Aroha | 7 Kenrick Street Karte                                  | Kirche, anglikanische                                                                    | n.a.                     | 5. September 1985 | 4290   | 2    |
| BW             | Mokena Restaurant                                    | Te Aroha | Church Street Karte                                     | Restaurant                                                                               | n.a.                     | 5. September 1985 | 4291   | 2    |
| BW             | Hazelwood (dwelling)                                 | Te Aroha | 11 Boundary Street Karte                                | Wohnhaus                                                                                 | n.a.                     | 5. September 1985 | 4293   | 2    |
| BW             | Department of Conservation Cottage                   | Te Aroha | Te Aroha Domain Karte                                   | ehemaliges Gärtnerhaus der Te Aroha Domain, heute genutzt vom Department of Conservation | 1907                     | 5. September 1985 | 7085   | 2    |
| BW             | House                                                | Te Aroha | 3 Centennial Avenue Karte                               | Wohnhaus                                                                                 | n.a.                     | 25. Oktober 1996  | 7338   | 2    |
| weitere Bilder | Te Aroha Domain Historic Area                        | Te Aroha | Te Aroha Domain Karte                                   | Öffentliches Gelände, früheres Kurbad                                                    | 1883 (ab)                | 27. Oktober 1994  | 7012   | HA   |